# Dirceu Arcoverde
Dirceu Arcoverde est une municipalité brésilienne située dans l'État du Piauí.